# Charles F. Hermann
Charles Frazer Hermann (meist Charles F. Hermann, * 29. Juni 1938 in Monmouth, Illinois) ist ein US-amerikanischer Politikwissenschaftler und emeritierter Professor der Texas A&M University. Sein Fachgebiet sind die Internationalen Beziehungen. 1989/90 amtierte er als Präsident der International Studies Association (ISA)
Nach dem Schulbesuch in Nashville machte Hermann 1960 das Bachelor-Examen an der DePauw University. 1963 und 1965 folgten Master-Abschluss und Promotion an der
Northwestern University. Danach lehrte er an der Princeton University. 1969 wechselte er mit einem
Stipendium des Council on Foreign Relations in den Nationalen Sicherheitsrat und arbeitete dort unter der Leitung von Henry Kissinger. Von dort ging er an die Ohio State University, wo er Direktor des Mershon Center for International Security Studies und Professor im Fachbereich Politikwissenschaft war. 1995 kam er an die Texas A&M University, wo er die Bush School of Government and Public Service aufbaute und 1997 ihr Gründungsdirektor wurde.

## Schriften (Auswahl)
- Mit Sally Dee Wade: Called to serve. The Bush School of Government and Public Service. Texas A&M University Press, College Station 2017, ISBN 9781623495640.
- Als Herausgeber: When things go wrong. Foreign policy decision making under adverse feedback. Routledge, New York 2012, ISBN 9780415895286.
- Als Herausgeber mit Harold K. Jacobson und Anne S. Moffat: Violent conflict in the 21st century. Causes, instruments & mitigation. American Academy of Arts & Sciences, Chicago 1999, ISBN 0877240132.
- Als Herausgeber mit Stephen A. Salmore und Maurice A. East: Why nations act. Theoretical perspectives for comparative foreign policy studies. Sage Publications, Beverly Hills 1978.
- Als Herausgeber mit Kenneth N. Waltz: Basic courses in foreign policy. An anthology of syllabi. Sage, Beverly Hills 1970, ISBN 0803900473.